# Escargot de Quimper
Elona quimperiana
Genre
Espèce
Statut de conservation UICN

 LC  : Préoccupation mineure
L'escargot de Quimper (Elona quimperiana) est un escargot d'assez grande taille habitant les zones boisées de la Basse-Bretagne et de la cordillère Cantabrique. En raison de cette distribution très particulière et limitée, l'espèce bénéficie d'un statut de protection en France et en Europe.

## Description

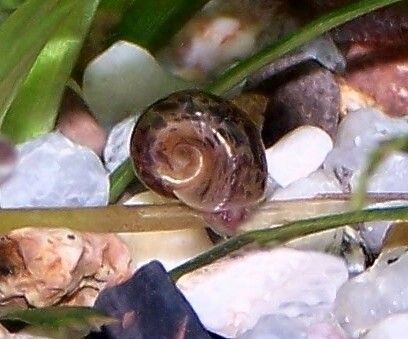
Le planorbe Planorbarius corneus ressemble superficiellement à l'escargot de Quimper.

Par sa taille, sa forme générale et sa coloration, l'escargot de Quimper rappelle le grand planorbe, un gastéropode d'eau douce très utilisé en aquariophilie.
La coquille mesure jusqu'à 30 mm de diamètre pour une hauteur de 12 mm, ce qui en fait un des grands escargots de la faune française. Sa caractéristique la plus évidente est son aplatissement lié au fait que les cinq ou six tours de spire s'enroulent dans un plan. Chez l'adulte, l'ouverture (péristome) très arrondie est bordée d'une lèvre blanche. La face supérieure, où se trouve l'apex, est particulièrement plane. À la face inférieure, l'ombilic est très ouvert, laissant voir tout l'enroulement interne de la spire. Chez les exemplaires adultes, celle-ci montre deux ou trois bandes claires espacées matérialisant les arrêts de croissance saisonniers. La coquille des juvéniles est hérissée de poils caducs.

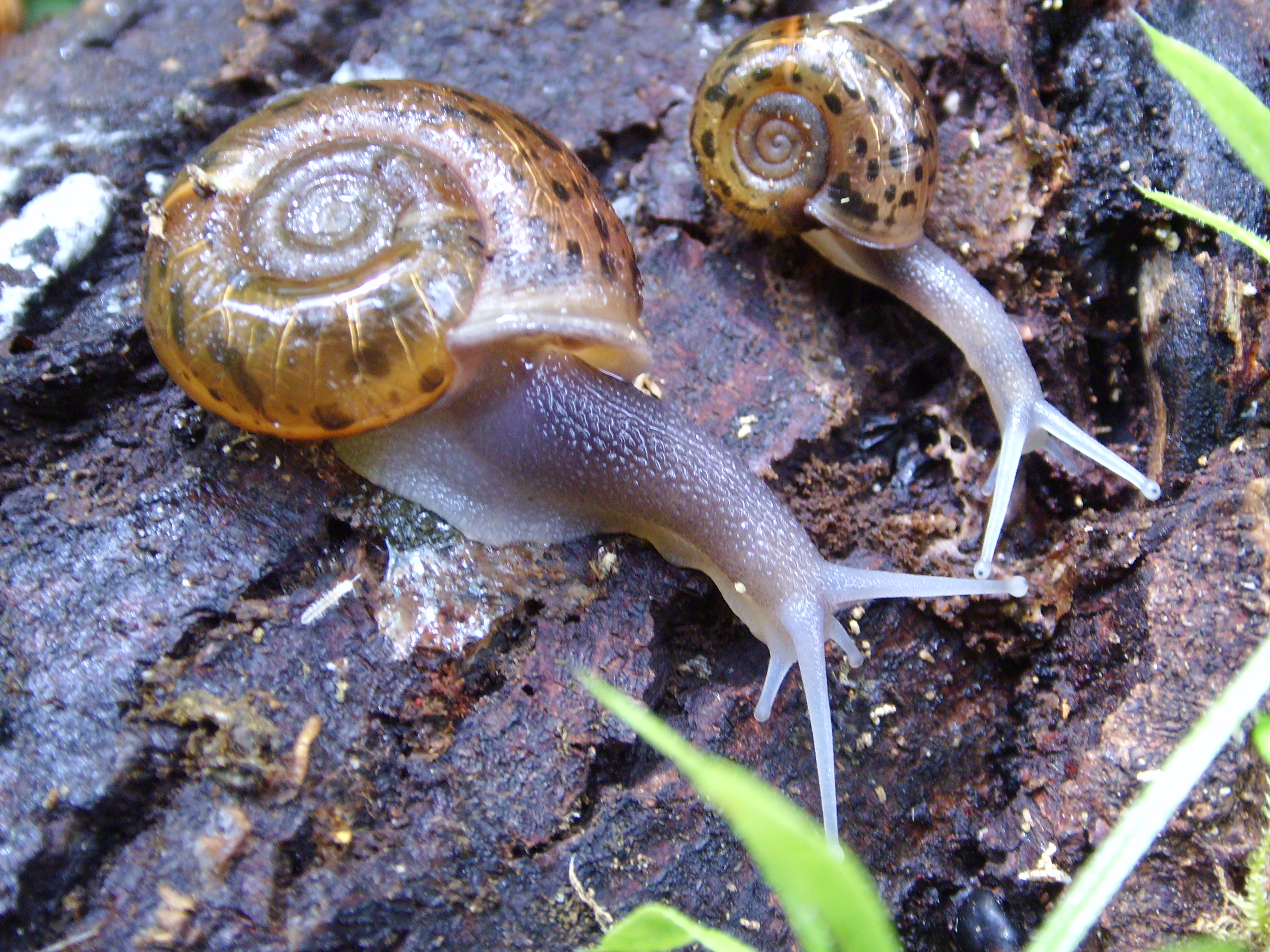
Par transparence, la coquille laisse voir un réseau de taches sombres situées en fait sur le manteau

Sur le vivant, la coquille est de couleur brune ou cornée. Les nuances jaunâtres ne se voient guère en fait que sur les coquilles mortes. Sa surface est plutôt lisse et mate, ce qui le différencie de Retinella incerta, un escargot de la famille des zonitidés dont la coquille est très luisante ; les deux espèces cohabitent au pied des Pyrénées et pourraient éventuellement être confondues en raison de tailles, de colorations et d'aspects voisins.
Le test d'Elona est loin d'être aussi épais et opaque que celui des escargots classiques, petit gris, escargot de Bourgogne ou même escargot des bois. Au contraire, il est suffisamment fin et translucide pour permettre de voir par transparence le corps de l'animal ; les taches sombres qui semblent colorer la coquille sont en réalité situées à la surface dorsale du manteau. Les parties visibles du corps varient du brun très clair au gris-bleuté plus ou moins foncé. Lorsqu'il est actif, et notamment quand il se déplace, Elona quimperiana est un escargot particulièrement élancé et gracile.
L'escargot de Quimper pourrait éventuellement être confondu avec Retinella incerta, et les jeunes individus avec des espèces du genre Trichia : l'aplatissement presque parfait de la face supérieure et le péristome blanc constituent toujours des caractères diagnostiques.

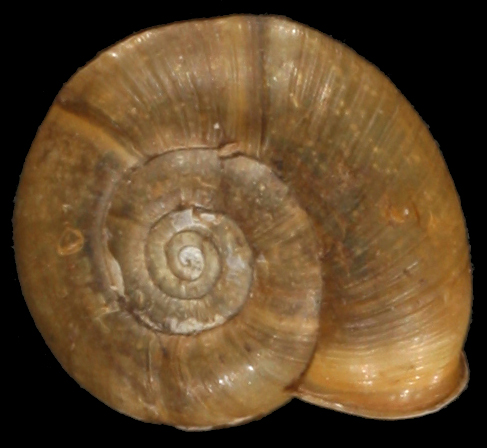
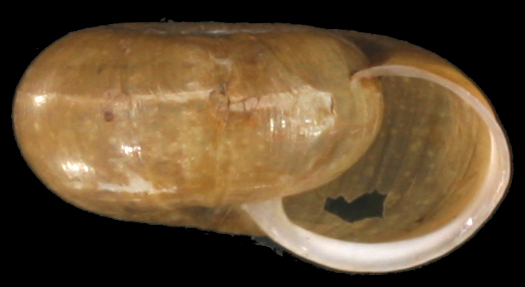
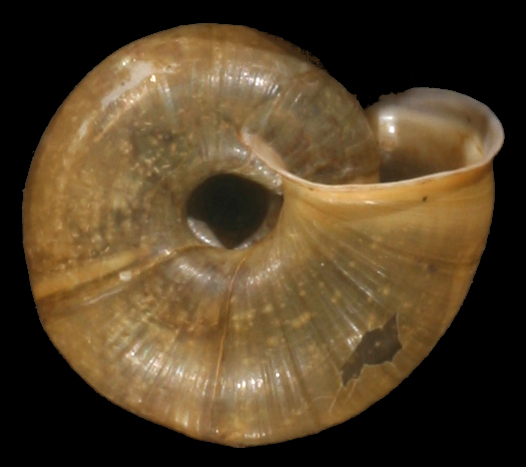

## Écologie

### Répartition
C'est semble-t-il en 1817 qu'un naturaliste s'intéressa pour la première fois de près à ce bel escargot. Le Borgne de Kermorvan en récolta des échantillons dans la région de Quimper et les fit transmettre au baron André de Férussac qui, en 1821, décrivit l'espèce sous le nom d'Helix quimperiana. Au cours des décennies suivantes, malacologistes et naturalistes s'attachèrent à préciser sa répartition. Il fut découvert dans de nombreuses autres localités, en Bretagne d'abord, puis en Espagne en 1855 et au Pays basque français en 1858, si bien que dès la fin du XIXe siècle, les limites de sa distribution actuelle étaient à peu près connues.

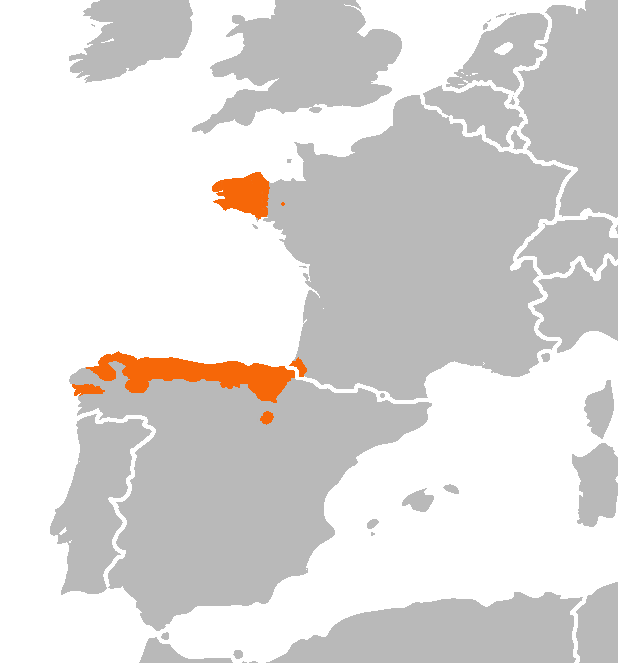
Répartition de l'escargot de Quimper

En Bretagne, si l'on excepte la forêt de Paimpont où sa présence résulte très probablement d'une introduction accidentelle récente, son aire de répartition coïncide très étonnamment avec les limites de la Basse-Bretagne, c'est-à-dire la partie occidentale de la péninsule, à l'ouest d'une ligne imaginaire allant approximativement de la région de Vannes au sud à celle de Saint-Brieuc au nord. Elle comprend donc la totalité du département du Finistère et les moitiés occidentales du Morbihan et des Côtes-d'Armor. À l'intérieur de ce domaine, l'espèce est d'autant plus localisée que l'on se trouve près de sa limite orientale et, au contraire, d'autant plus abondante et ubiquiste que l'on est proche de l'extrémité du Finistère.
Au sud du golfe de Gascogne, l'escargot de Quimper habite les contreforts les plus occidentaux de la chaîne pyrénéenne, dans le Pays basque français, ainsi que la totalité de la corniche Cantabrique, depuis la province basque du Guipuscoa, en Espagne, jusqu'en Galice. En 1992, il a été pour la première fois découvert hors de la corniche Cantabrique, au sud de l'Èbre, dans plusieurs localités de la province de La Rioja.

### Habitat
D'une manière générale, l'escargot de Quimper habite essentiellement les lieux boisés, ombragés et frais. Il est souvent considéré comme caractéristique des chênaies-hêtraies acidiphiles atlantiques. En réalité, le facteur décisif semble surtout être un environnement climatique tempéré et très humide. Pourvu que cette condition soit remplie, l'espèce peut être rencontrée dans des milieux plus diversifiés, et notamment plus ouverts. Il paraît en tous cas éviter majoritairement les plantations de résineux.
La situation de la Bretagne est exemplaire à cet égard. Dans la partie la plus continentale de sa distribution — c'est-à-dire à ses limites orientales dans les Côtes-d'Armor et le Morbihan —, il est confiné à de grands boisements de feuillus ; à l'opposé, dans le Finistère sous influence nettement plus océanique, il vit, parfois en abondance, dans le bocage, sur les crêtes dépourvues d'arbres des Monts d'Arrée, voire dans certaines falaises maritimes. De la même manière, en Espagne, sa présence dans quelques forêts montagneuses au sud de l'Èbre a été mise en relation avec la forte humidité de l'environnement correspondant.
Au sein de ces habitats, il affectionne particulièrement la présence de bois abattu, de souches, de draperies de lierre, de blocs rocheux ou de ruines sous lesquelles il peut s'abriter lors de ses fréquentes et parfois longues périodes d'inactivité.
Dans les montagnes d'Espagne, on peut le rencontrer jusqu'à 1 600 m environ.

### Biogéographie

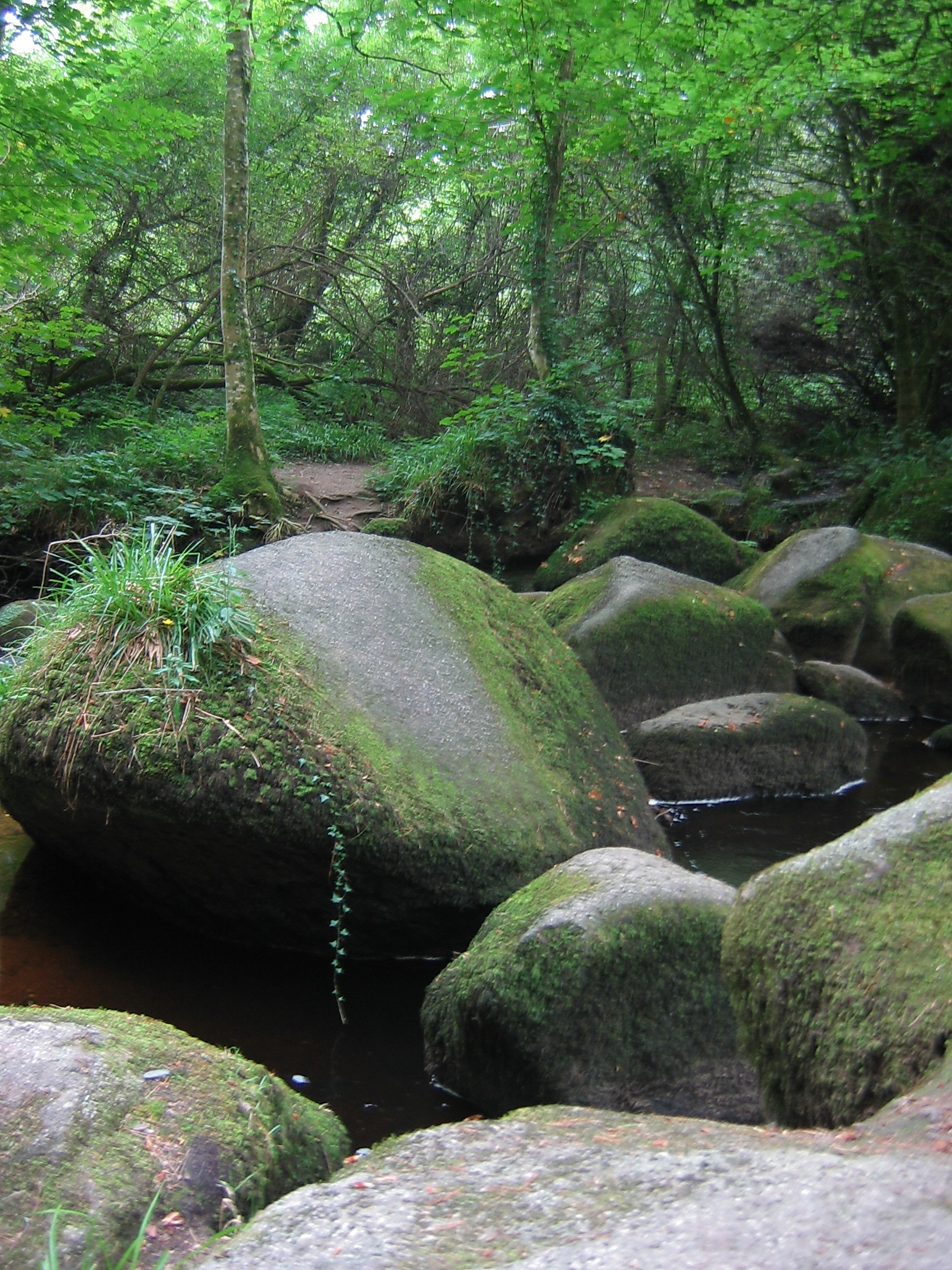
La forêt de Huelgoat, site typique de l'escargot de Quimper

La répartition disjointe de l'escargot de Quimper a dû paraître suffisamment étrange aux yeux de certains malacologistes du XIXe siècle pour qu'ils discutent voire qu'ils contestent assez rapidement son indigénat en Bretagne. À l'époque, deux thèses s'affrontent.
- Pour les uns, au maximum de son extension, la répartition de l'espèce était continue de l'Espagne à la Bretagne au moins. La scission ultérieure en deux noyaux de population distincts aurait été provoquée par les transgressions marines[6].
- Pour les autres, Elona quimperiana aurait été introduit en Bretagne à partir de ce qu'ils considèrent comme son foyer d'origine, le Pays basque et la corniche Cantabrique[7],[8].

Avec le recul du temps, on ne peut manquer d'être frappé par deux éléments de cet ancien débat.
Le premier est la minceur des arguments avancés par les tenants de l'idée d'introduction. Cette hypothèse était essentiellement basée sur deux assertions concernant ses populations bretonnes : sa rareté et une répartition considérée alors comme exclusivement littorale. On sait aujourd'hui que ces affirmations n'étaient probablement pas fondées, l'espèce ayant été trouvée dès cette époque dans des localités intérieures de la Bretagne, comme la forêt de Huelgoat, dans le centre du Finistère. La connaissance de sa distribution a beaucoup progressé au cours du XXe siècle : elle est en fait plus répandue et abondante dans l'intérieur de la Basse-Bretagne que sur le littoral. Certaines réponses apportées à l'époque à l'hypothèse d'introduction n'étaient d'ailleurs guère plus solides : il suffisait à certains naturalistes d'avoir rencontré l'espèce dans des lieux un peu isolés ou dans des ruines d'une certaine antiquité pour revendiquer son indigénat.
Le second sujet d'étonnement est que cette contestation d'indigénat se soit limitée à Elona quimperiana. Car son cas est en effet loin d'être isolé. D'autres espèces végétales et animales montrent des distributions disjointes de ce type sur le littoral atlantique de l'Europe. Ainsi que le soulignait déjà le géologue Fernand Kerforne en 1908, l'escargot de Quimper présente en fait une répartition ibéro-atlantique disjointe tout à fait classique.

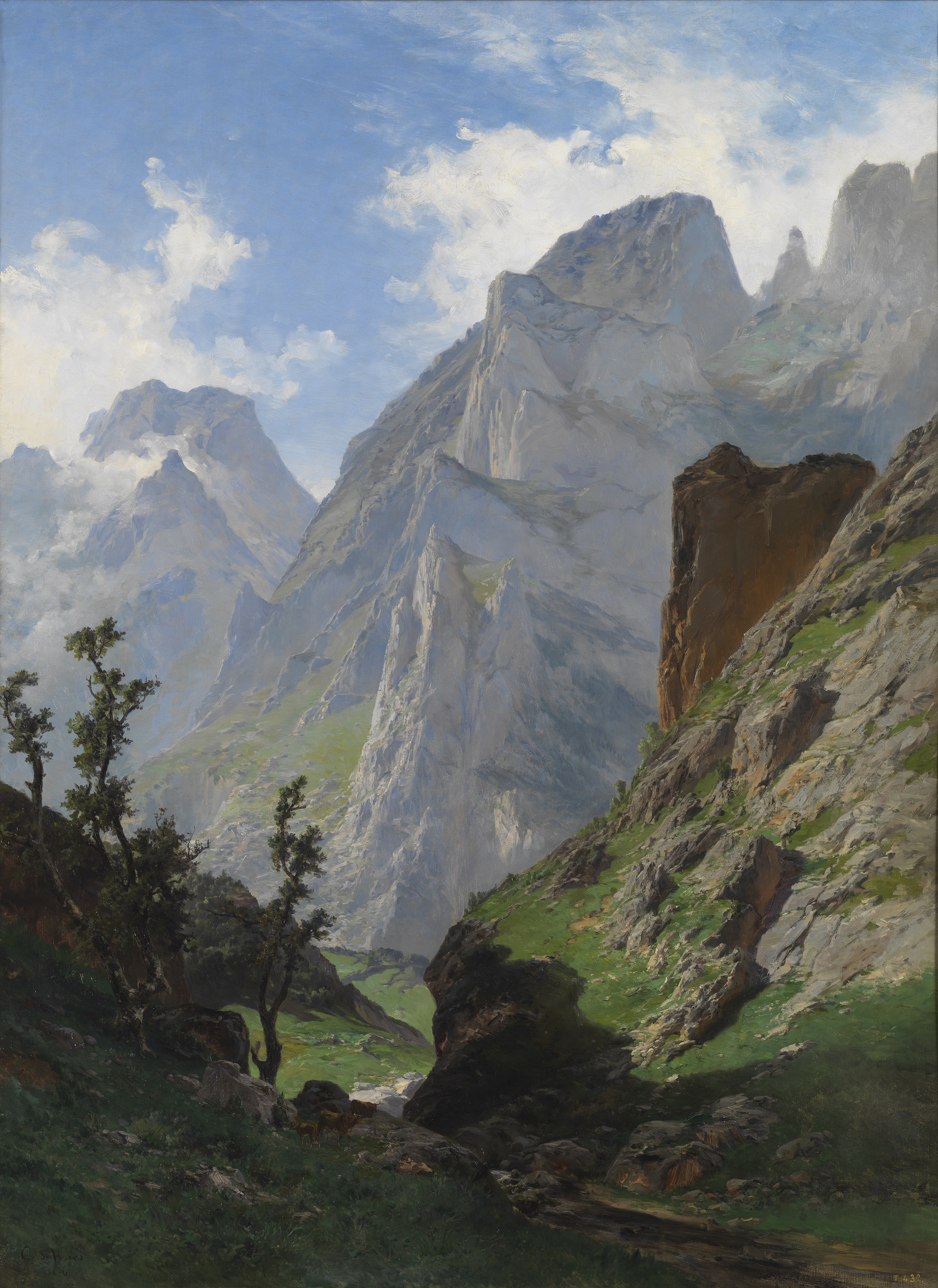
Les Picos de Europa ont probablement constitué l'un des principaux refuges de l'escargot de Quimper au cours des épisodes glaciaires du Pléistocène (paysage de Carlos de Haes)

Elona quimperiana fait partie de ces espèces dont la distribution est qualifiée d'« ibéro-atlantique » ou de « lusitanienne » par les biogéographes. Cette région biogéographique correspond au Portugal, au nord-ouest de l'Espagne, à l'ouest de la France et au sud-ouest des îles Britanniques. Il n'est donc pas nécessaire de faire appel à l'hypothèse d'une introduction pour expliquer sa répartition, même si une telle éventualité n'a rien d'impossible.
Sans trancher définitivement ce débat, une étude génétique et phylogéographique de 2008 indique que les populations de l'escargot de Quimper ont probablement pour origine géographique une zone correspondant au nord-ouest de l'Espagne (province de Lugo, Asturies et ouest de la Cantabrie). C'est à partir de ce noyau que se seraient différenciées les populations basques et bretonnes. Alors que les populations espagnoles et bretonnes sont génétiquement homogènes, les escargots basques sont les plus originaux à cet égard ; ils se seraient séparés du stock originel entre un million d'années et 600 000 ans BP. Lors des glaciations du Pléistocène, l'espèce a probablement survécu dans plusieurs zones refuges ibériques, notamment les Picos de Europa et le Pays basque.
Des trois hypothèses envisagées pour les populations bretonnes, celle d'une introduction récente par l'homme est considérée comme la moins plausible. Il n'est toutefois pas possible de trancher entre les deux autres scénarios, celui d'une expansion vers le nord-ouest de la France après ou avant le Pléistocène, auquel cas la Bretagne aurait également pu constituer un refuge pendant les ères glaciaires.

## Systématique
Un autre sujet de discussion concernant cette espèce est sa place dans la classification des escargots. À l'origine, il avait naturellement été rangé sous le nom d'Helix quimperiana dans la famille des Helicidae qui comporte par ailleurs la plupart des escargots les plus connus. Après son classement dans le genre Elona par H. et A. Adams en 1855, on le plaça — toujours parmi les Helicidae — dans la sous-famille des Helicigoninae. Gittenberger a créé en 1979, pour lui et Norelona pyrenaica, la famille des Elonidae. Les travaux de Puente (1994)  ont ensuite ramené les Elonidae au rang de sous-famille (Eloninae) dans la famille des Xanthonychidae. En 2005, une nouvelle révision générale de la classification des gastéropodes rétablit enfin les Elonidae au rang de famille.

## Biologie

### Activité
Les exigences strictes de l'espèce en termes de température et d'humidité lui imposent de fréquentes et parfois longues périodes d'inactivité lorsque le climat est trop sec, trop chaud ou trop froid. C'est donc, comme beaucoup d'escargots et de limaces, une espèce surtout nocturne. Il n'est actif dans la journée que par temps de pluie ou de crachin et lorsque la température est clémente. Pour les mêmes raisons, son cycle annuel comporte deux longues périodes d'inactivité : pendant l'hiver, et généralement en été. L'hibernation stricte ne semble toutefois concerner que les jeunes individus, et l'estivation n'est observée pour une partie de la population que lors des années de canicule ou de forte sécheresse. Dès qu'il pleut, ils sont capables de sortir de leur léthargie et de devenir très actifs.
Entre deux périodes d'activité, l'escargot de Quimper s'abrite sous les branchages jonchant la litière des forêts, parmi les mousses au pied des arbres, sous des souches ou des rochers, dans des cavités du sol, c'est-à-dire dans des emplacements où règne une température plus douce et une hygrométrie plus élevée qu'en surface (humidité relative : 70 à 100 %). Lors des longues phases de repos hivernal et estival, il se retire plus profondément sous terre, souvent à la faveur des galeries creusées dans le sol par les micromammifères (mulots, campagnols, taupes). Il devient alors très difficile à trouver.

### Alimentation
Les données sur son alimentation sont assez contradictoires.
Il est le plus souvent qualifié d'herbivore, sans qu'il soit possible de savoir sur quelles observations se base cette assertion. Il est possible qu'elle repose surtout sur une extrapolation à partir du régime alimentaire des escargots les plus familiers. Il a aussi été considéré comme coprophage, mais l'étude la plus détaillée sur sa biologie le donne comme consommateur de feuilles mortes et de champignons se développant sur les bois morts.
Les données les plus récentes et les mieux documentées sur la question indiquent en définitive qu'il s'agit d'une espèce à tendance plutôt saprotrophe, s'alimentant surtout à partir de matériel végétal mort (feuilles, bois en cours de décomposition), mais qu'il est également attiré par la chair animale. Ces constats concordent avec l'observation occasionnelle de rassemblements d'Elona sur des cadavres de petits animaux forestiers.

### Reproduction
Comme les autres pulmonés, escargots et limaces, l'escargot de Quimper est hermaphrodite. La maturité sexuelle est atteinte à l'âge de deux ans environ.
Les accouplements ont lieu aux demi-saisons et les pontes, généralement souterraines, sont déposées dans de minuscules galeries naturelles du sol. Il y a en Bretagne deux périodes annuelles de reproduction, les éclosions se produisant au printemps (avril-mai) puis à l'automne (septembre-octobre).

### Croissance et longévité
Lorsqu'ils sont pour la première fois observés en surface, sans doute peu de temps après leur éclosion, les escargots de Quimper nouveau-nés sont déjà pourvus d'une coquille ; celle-ci est alors velue et mesure environ 5,5 mm de diamètre.

## Protection

### Statut légal
L'escargot de Quimper fut, dès 1979, l'une des premières espèces de mollusques à bénéficier d'un statut de protection sur le territoire français. En dépit d'interrogations sur la pertinence d'une telle mesure au vu de sa relative abondance dans son aire de distribution, en Bretagne en particulier, ce statut lui a été conservé depuis lors. L'arrêté du 23 avril 2007 confirme l'interdiction portant sur « la détention, le transport, la naturalisation, le colportage, la mise en vente, la vente ou l’achat, l’utilisation, commerciale ou non, des spécimens prélevés dans le milieu naturel », que ce soit sur le territoire français ou sur celui d'autres États membres de l’Union européenne.
À l'échelon européen, l'espèce figure en outre sur les annexes II et IV de la Directive habitats. L'annexe II dresse la liste des espèces animales et végétales d'intérêt communautaire dont la conservation nécessite la désignation de zones spéciales de conservation. L'annexe IV fixe la liste des espèces animales et végétales d'intérêt communautaire pour lesquelles les États membres doivent prendre toutes les mesures nécessaires à une protection stricte.
L'escargot de Quimper est également concerné par l'annexe 2 de la convention de Berne, un texte entré en vigueur en 1982 qui vise à la conservation de la vie sauvage et du milieu naturel de l'Europe.

### État des populations

#### Prédation

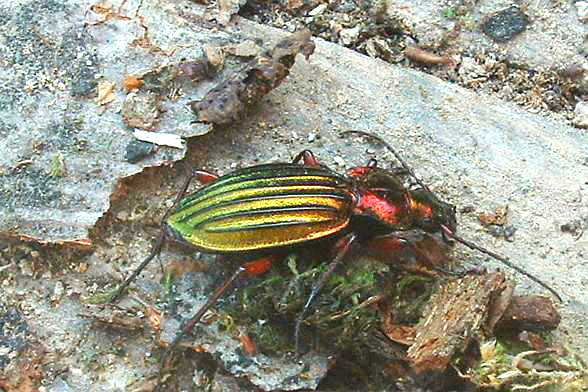
Partageant le même habitat, le carabe à reflet d'or est un prédateur régulier de l'escargot de Quimper en Bretagne.

Les prédateurs potentiels de l'escargot de Quimper et de ses pontes sont les consommateurs classiques d'escargots et de limaces : hérisson, grive musicienne, crapaud commun, salamandre tachetée, carabes, ver luisant... La salamandre et plusieurs espèces de carabes sont particulièrement concernés puisque partageant très précisément le même type d'habitat qu'Elona. Fortement spécialisés dans la prédation des escargots, les carabes du genre Cychrus ainsi que le carabe à reflet d'or s'y attaquent, et l'on trouve occasionnellement des coquilles de l'escargot de Quimper autour des « forges » de la grive musicienne. Ce type de prédation constitue toutefois un facteur classique de régulation, et il est peu probable qu'il affecte significativement la santé des populations.

#### Facteurs de fragilité
D'une manière générale, l'espèce n'est pas considérée comme réellement menacée, ni sur le territoire français,, ni sur le territoire espagnol. On reconnaît toutefois que sa forte dépendance vis-à-vis de boisements de feuillus peu ou pas dégradés constitue un facteur de fragilité de ses populations, voire d'extinction de populations isolées comme celle de La Rioja, puisque ces habitats sont eux-mêmes menacés ou susceptibles de l'être. Sur ces bases, certains experts considèrent que le niveau de protection réglementaire actuel ne se justifie pas, que ce soit à l'échelle française ou européenne : ils préconisent plutôt son inscription en Annexe V de la directive Habitats (espèces dont le prélèvement dans la nature est susceptible de faire l'objet de mesures de gestion). Du côté espagnol, ils recommandent l'inscription d'Elona quimperiana au Catalogue national des espèces menacées, dans la catégorie des « espèces d'intérêt spécial ». Ces constats concordent avec le fait que, bien qu'ayant fait l'objet d'une évaluation sur sa vulnérabilité, l'escargot de Quimper ait été classé dans la catégorie « préoccupation mineure » sur la Liste rouge de l'UICN.

#### Menaces

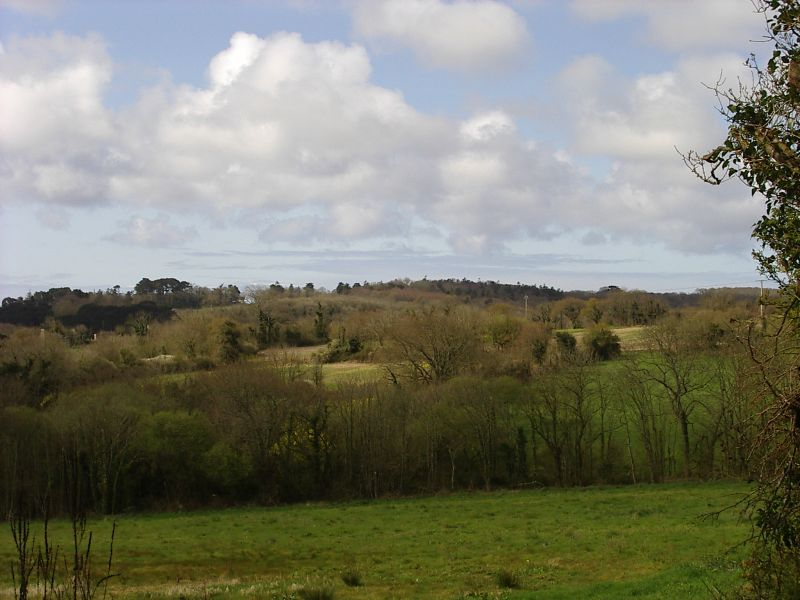
Le réseau de haies et de talus boisés du bocage joue le rôle de corridor biologique.

L'évolution récente des paysages et des pratiques forestières dans la majeure partie de son aire de répartition pourrait malgré tout conduire à nuancer cet optimisme relatif. Deux types de transformation touchent en effet l'habitat naturel d'Elona quimperiana : la fragmentation des boisements de feuillus et le remplacement de ceux-ci par des plantations d'essences allochtones qui ne lui conviennent pas.

##### Remembrement
En Bretagne, les travaux connexes du remembrement rural ont conduit à la disparition d'un kilométrage considérable de haies et de talus boisés : en 1997, le linéaire régional de haies et de talus était encore de 251 000 km selon la Direction régionale de l'agriculture et de la forêt, alors que l'on estime à plus des deux-tiers les suppressions de talus et de taillis depuis 1960.
L'escargot de Quimper est concerné de deux manières par ce processus. Dans la partie la plus occidentale de la Basse-Bretagne, il est susceptible d'habiter les taillis et talus boisés, et leur suppression réduit d'autant son habitat. Par ailleurs, la disparition du linéaire boisé du bocage supprime les corridors biologiques qui accroissent les possibilités d'échanges entre populations et les probabilités de colonisation ou de recolonisation.

##### Centrale à gaz de Landivisiau
L'escargot de Quimper est menacé par la construction d'une centrale à cycle combiné gaz menée par le groupe Total sur la commune de Landivisiau,,.

##### Aménagement d'infrastructures de transport
Plusieurs projets ont fait l'objet de dérogations vis à vis de l'escargot de Quimper. En 2023, la création du nouveau pont de la seconde ligne de Tramway en parallèle du pont Robert Schumann à Brest a nécessité une dérogation préfectorale et un déplacement de la population à la suite d'un avis négatif du CNPN,. Une étude est en cours à l'Université de Bretagne-Occidentale pour évaluer l'état génétique de la population affectée par ce projet[réf. nécessaire]. 

##### Plantations

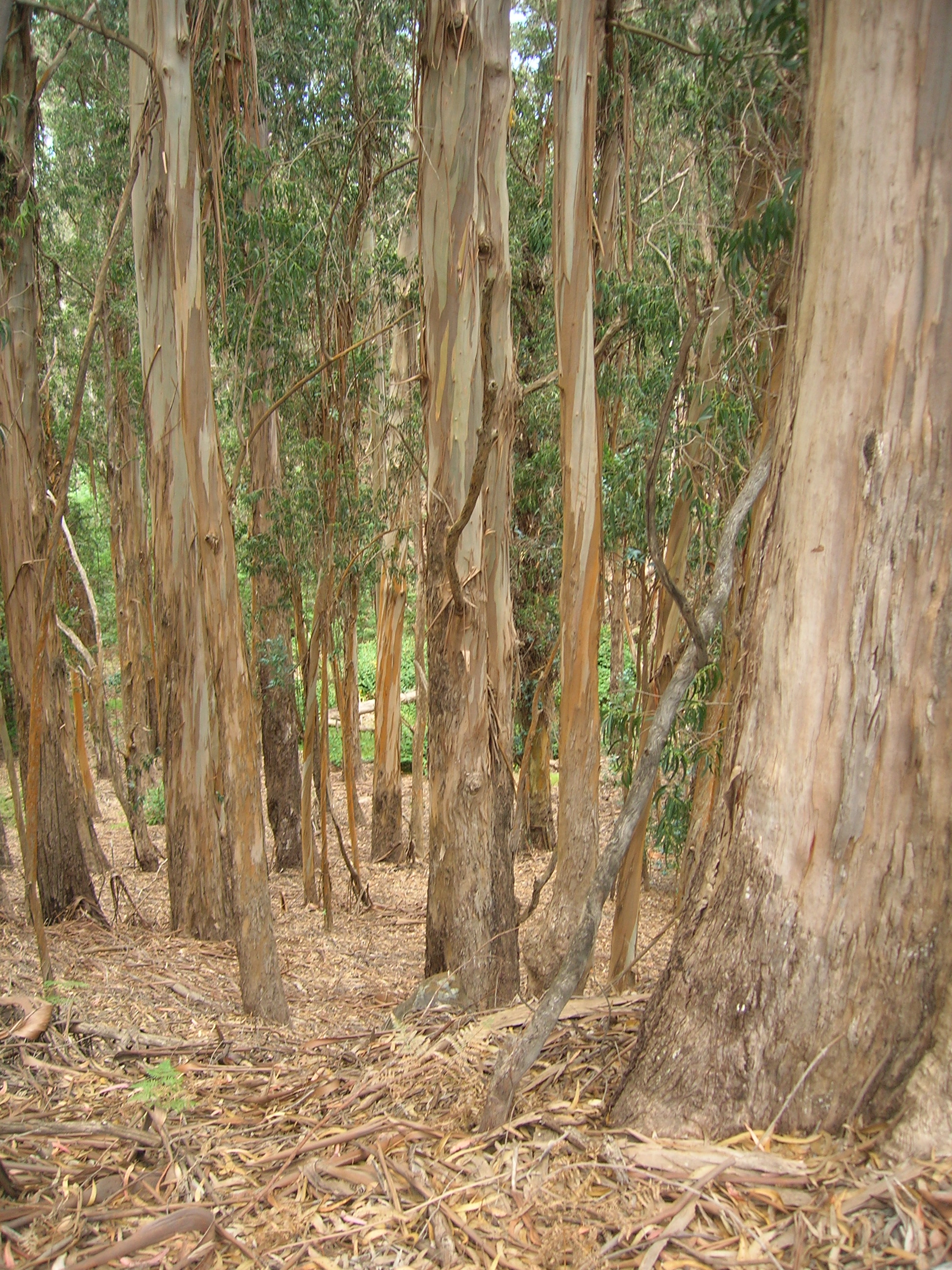
Le sous-bois des plantations d'eucalyptus est totalement impropre aux exigences de l'escargot de Quimper

Le boisement à partir d'essences étrangères est susceptible de modifier profondément le fonctionnement de l'écosystème local. C'est le cas pour les résineux en Bretagne et les eucalyptus dans le nord de la péninsule ibérique. Dans un cas comme dans l'autre, il s'agit de plantations denses sur de vastes surfaces.
Alors que la flore bretonne ne comportait originellement que deux espèces de conifères, l'if et le genévrier, les plantations de résineux (essentiellement épicéa de Sitka, sapin de Douglas et pins) représentaient plus de la moitié de la surface boisée en 1981. Si la tendance actuelle est à un certain rééquilibrage, en particulier à la suite de la tempête de 1987, les résineux occupaient encore 38 % de la surface boisée bretonne en 1998.
D'une manière générale, dans les conditions naturelles en zone tempérée, la diversité floristique et faunistique des forêts de résineux est déjà moindre que celle des forêts de feuillus. Cette tendance s'aggrave dans les plantations de résineux que l'on substitue aux forêts feuillues climaciques d'origine. Persistance au sol d'une litière de feuilles (aiguilles dans le cas des conifères) que la faune et les microorganismes locaux ne sont pas équipés pour recycler rapidement, raréfaction et modification de la flore, mousses en particulier, réduction de l'humidité ambiante, telles sont les principales altérations que connaissent les sous-bois de ces forêts de substitution. Tous ces facteurs vont dans le sens d'une dégradation de l'habitat dont dépend étroitement l'escargot de Quimper ; il est donc exceptionnel de le rencontrer dans ces plantations.